# Michael McConnohie
Michael McConnohie est un acteur et scénariste américain né le 27 octobre 1970 à Mansfield, Ohio (États-Unis).

## Filmographie

### comme acteur
- 1984 : Transformers (série télévisée) : Cosmos / Tracks (voix)
- 1985 : Robotech (série télévisée) : Rolf Emerson
- 1985 : G.I. Joe (série télévisée) : Cross-Country (voix)
- 1986 : Robotech: The Movie : Rolf Emerson
- 1986 : G.I. Joe: Arise, Serpentor, Arise! (TV) : Cross-Country (voix)
- 1987 : Visionaries: Knights of the Magical Light (série télévisée) : Ectar, Lexor (voix)
- 1987 : G.I. Joe: The Movie (vidéo) : Cross Country (voix)
- 1988 : Little Nemo: Adventures in Slumberland : Etiquette Master (voix)
- 1989 : Dirty Pair (vidéo) (voix)
- 1990 : Les Tortues ninja (Teenage Mutant Ninja Turtles) : Master Tatsu (voix)
- 1991 : Les Tortues Ninja 2 (Teenage Mutant Ninja Turtles II: The Secret of the Ooze) : Tatsu (voix)
- 1992 : Jin Jin (série télévisée) (voix)
- 1994 : Uchû no kishi tekkaman bureido (série télévisée) : Teknoman Lance / Ringo Richards (UPN version)
- 1995 : Masked Rider (série télévisée) : Gork (voix)
- 1996 : Bureau of Alien Detectors (série télévisée) : Ben Packer (voix)
- 1996 : Mobile Suit Gundam : The 08th MS Team (série télévisée) : Norris Packard (voix)
- 1998 : Trigun (série télévisée) (voix)
- 1998 : Outlaw Star (série télévisée) : Fred's Bodyguard (voix)
- 1998 : Walter Melon (série télévisée) : Sneero (1998)
- 2000 : Rurouni Kenshin (série télévisée) : Soushi Okina (voix)
- 2001 : Transformers: Robots in Disguise (série télévisée) : Ironhide, Hotshot
- 2002 : The Bike Squad : Stan Jackson
- 2003 : Scream Bloody Murder (vidéo) : Principal Burden
- 2004 : Frog-g-g! : Huntley Grimes
- 2006 : Rendez-moi mon fils ! (Long Lost Son) (Téléfilm) : Harbormaster Bill

### comme scénariste
- 2001 : Transformers: Robots in Disguise (série télévisée)